# Bánov, Nové Zámky
Bánov este o comună slovacă, aflată în districtul Nové Zámky din regiunea Nitra, pe malul râului Nitra. Localitatea se află la altitudinea de 121 m deasupra n.m., se întinde pe o suprafață de 19,76 km2 și în 2017 număra 3.722 de locuitori.

## Istoric
Localitatea Bánov este atestată documentar din 1113.

## Demografie
| An:                | 1994 | 2004   | 2014   | 2024   |
| ------------------ | ---- | ------ | ------ | ------ |
| Număr de persoane: | 3760 | 3742   | 3709   | 3548   |
| Diferență:         |      | −0,47% | −0,88% | −4,34% |

| An:                | 2023 | 2024   |
| ------------------ | ---- | ------ |
| Număr de persoane: | 3582 | 3548   |
| Diferență:         |      | −0,94% |